# Liste der Kulturdenkmäler in Dörrebach
In der Liste der Kulturdenkmäler in Dörrebach sind alle Kulturdenkmäler der rheinland-pfälzischen Ortsgemeinde Dörrebach aufgeführt. Grundlage ist die Denkmalliste des Landes Rheinland-Pfalz (Stand: 2. August 2023).

## Denkmalzonen
| Bezeichnung                         | Lage                                                      | Baujahr                  | Beschreibung | Bild                           |
| ----------------------------------- | --------------------------------------------------------- | ------------------------ | --- | ------------------------------ |
| Denkmalzone Burgruine Suitbertstein | nordöstlich des Ortes im Wald Lage                        | 15. oder 16. Jahrhundert | bis zu 12 m hohe Mauerreste eines Wohnturms, 15. oder 16. Jahrhundert | weitere Bilder Fotos hochladen |
| Denkmalzone Burg Gollenfels         | östlich des Ortes bei Stromberg (Von-Gauvain-Straße) Lage | vor 1156                 | 1156 erwähnt, 1614 zerstört, seit 1619 Wiederaufbau des Wohntrakts mit Treppenturm unter Einbeziehung eines Wohnturms des 13. oder 14. Jahrhunderts; Denkmal für J. L. von Gauvin, Gedenkstein, bezeichnet 1833 | weitere Bilder Fotos hochladen |
| Denkmalzone Jüdischer Friedhof      | südlich des Ortes; Flur Unterm Bingelsberg Lage           | um 1870                  | Areal mit 20 Grabsteinen, zweite Hälfte des 19. und Anfang des 20. Jahrhunderts | weitere Bilder Fotos hochladen |

## Einzeldenkmäler
| Bezeichnung                          | Lage                                    | Baujahr                    | Beschreibung | Bild                           |
| ------------------------------------ | --------------------------------------- | -------------------------- | --- | ------------------------------ |
| Katholische Kirche Mariä Himmelfahrt | Kirchstraße Lage                        | Mitte des 13. Jahrhunderts | barocker Saalbau, 1754, romanischer Chorturm, Mitte des 13. Jahrhunderts, Sakristeianbau, bezeichnet 1515                                                                           | weitere Bilder Fotos hochladen |
| Katholische Pfarrhof                 | Kirchstraße 4 Lage                      | 1858                       | spätklassizistischer Putzbau, 1858, Scheune | BW                             |
| Volkshaus                            | Schloßstraße 17 Lage                    | 1933                       | ein- bis zweigeschossige Baugruppe, Mitte der 1930er Jahre | BW                             |
| Zehntscheune                         | Schloßstraße, hinter Nr. 20 Lage        | 18. Jahrhundert            | ehemalige Zehntscheune; barocker Krüppelwalmdachbau, Bruchstein, 18. Jahrhundert, in der ersten Hälfte des 19. Jahrhunderts einfirsthausartig umgebaut und klassizistisch überformt | BW                             |
| Schule                               | Schulstraße 20 Lage                     | um 1838/39                 | Heimatstil, um 1838/39 | BW                             |
| Evangelische Gustav-Adolf-Kirche     | Seibersbacher Straße Lage               | 1900                       | neugotischer Bruchsteinbau, 1900 | weitere Bilder Fotos hochladen |
| Wohnhaus                             | Stromberger Straße 37 Lage              | 1746                       | Fachwerk-Wohnhaus, barocker Krüppelwalmdachbau, teilweise Fachwerk, bezeichnet 1746                                                                                                 | Fotos hochladen                |
| Kalköfen                             | östlich des Ortes an der L 242 Lage     | 19. Jahrhundert            | zwei Kalköfen, Bruchstein, 19. Jahrhundert | BW                             |
| Michaelskapelle                      | östlich des Ortes am Weinbergerhof Lage | 18. Jahrhundert            | Putzbau, im Kern barock, 18. Jahrhundert | BW                             |